# Żaba australijska
Żaba australijska (Limnodynastes peronii) – gatunek płaza bezogonowego z rodziny Limnodynastidae. Żyje przeważnie w wodzie. Występuje na terenie wschodniej Australii – od północnego Queenslandu, poprzez Nową Południową Walię, Wiktorię po południowo-wschodnią część Australii Południowej i północną Tasmanię, także na wyspie King.

## Charakterystyka
Żaba osiąga około 65 mm długości. Grzbiet koloru brązowego (w jasnym lub ciemnym odcieniu) lub czerwono-brązowego. Znajdują się na nim czarne pasy biegnące w dół pleców. Czarna „maska” rozciąga się od nozdrzy, poprzez oczy, aż do łopatek. Jest umiejscowiona za grubą jasnozłotą bruzdą, która biegnie poniżej i zanika pod zakończeniem pyska. Samce rozwijają grube ramiona. Są one używane podczas „walk zapaśniczych” z innymi żabami. Podgardla samców są barwy żółtej. Brzuch jest biały.

## Ekologia i zachowanie

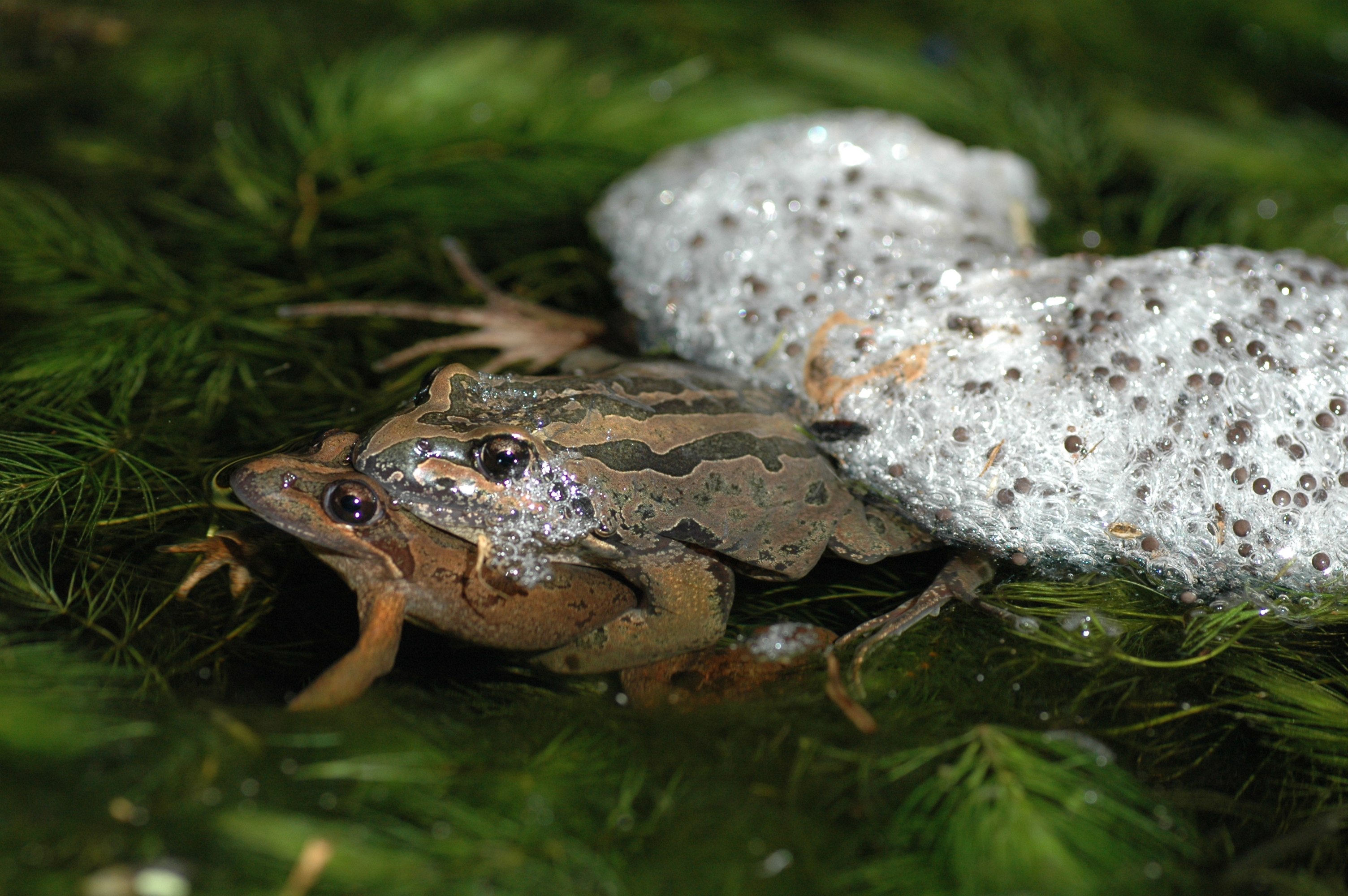
Żaby australijskie ze skrzekiem

Gatunek jest najczęściej spotykanym płazem bezogonowym na wybrzeżu wschodnim. To zwykle pierwsza żaba, która kolonizuje przydomowe oczka wodne i baseny. Może zamieszkiwać stawy, przydrożne rowy, zatoki, wodę w zaporach, tereny dotknięte powodzią, bądź jakiekolwiek inne dostępne akweny. Płazy te są tolerancyjne wobec zanieczyszczonej wody. Samce znajdujące się w zbiorniku wodnym, gdy są ukryte w roślinności, wydają charakterystyczny odgłos – „tok”, podobny do kurzego gdakania. Robią to przez cały rok (szczególnie w okresie wiosna–jesień). Dźwięk ten jest znany każdemu mieszkańcowi Sydney posiadającemu staw ogrodowy. Skrzek jest ułożony w pienistym gnieździe, gdzie kijanki mogą rozwijać się od 8 do 12 miesięcy.
Pomimo tego, że żaba australijska jest pospolita na wschodnim wybrzeżu Australii, to na Tasmanii występuje rzadko.